# الأيرلندي (فلم)
الأيرلندي (بالإنجليزية: The Irishman) هو فيلم جريمة ملحمي أمريكي من إخراج وإنتاج مارتن سكورسيزي وكتابة ستيفن زايليان. وهو مأخوذ عن كتاب (سمعت أنك تطلي المنازل) لكاتبه تشارلز برنت. الفيلم من بطولة روبرت دي نيرو وآل باتشينو وجو بيشي مع راي رومانو وبوبي كانفال وآنا باكوين وستيفن غراهام وجيسي بليمنز وهارفي كيتل. يحكي الفيلم قصة سائق شاحنات يدعى فرانك شيران (دي نيرو) يصبح قاتل مأجور لدى راسل بوفالينو (جو بيشي)، وعائلة بوفالينو الإجرامية، ومساعدا لرئيس نقابة سائقي الشاحنات جيمي هوفا (باتشينو).
في سبتمبر 2014، بعد سنوات من جحيم التطوير، أُعلن عن فيلم «الأيرلندي» كفيلم سكورسيزي التالي بعد فيلم الصمت 2016.
تم تأكيد انضمام دي نيرو، الذي عمل أيضًا كمنتج، وباتشينو في ذلك الشهر، وكذلك جو بيشي، الذي خرج من تقاعده غير الرسمي بعد عدة طلبات. بدأ التصوير الرئيسي في سبتمبر 2017 في مدينة نيويوك، ومينيولا وويليستون بارك، وبعض أجزاء لونغ آيلند، وأنتهى في مارس 2018. الفيلم هو أطول وأغلى مشروع عمله سكورسيزي بوقت طوله 209 دقيقة وميزانية 159 مليون $.
عرض الأيرلندي لأول مرة في الدورة 56 لمهرجان نيويورك السينمائي بتاريخ 27 سبتمبر 2019، وتم عرضه في دور عرض مختارة في 1 نوفمبر 2019 قبل أن يصدر على نتفليكس في 27 من الشهر نفسه. وخلال 5 أيام من عرضه على الشبكة الأمريكية، حصد الإيرلندي 17.1 مليون مشاهدة. تلقى الفيلم إشادة كبيرة من النقاد مع مديح خاص لإخراج سكورسيزي وأداء دي نيرو وآل باتشينو وبيشي.

## القصة
في دار للمسنين وعلى كرسيه المتحرك، يروي فرانك شيران، وهو محارب قديم في الحرب العالمية الثانية، عن وقته كقاتل في نقابة إجرامية.
في عام 1950 في فيلادلفيا، عمل شيران كسائق شاحنة توصيل وبدأ في بيع بعض محتويات شحناته إلى رجل العصابات المحلية سكيني رازور، وهو عضو في عائلة فيلادلفيا الإجرامية في برئاسة أنجلو برونو. بعد أن علمت شركة شيران بعمليات البيع غير المشروعة، قررت رفع قضية واتهامه بالسرقة، يتمكن المحامي النقابي بيل بوفالينو من اسقاط القضية بعد أن رفض شيران تسمية عملائه للقاضي. يقدم بيل شيران لابن عمه راسل بوفالينو، رئيس عائلة بوفالينو الاجرامية. يبدأ شيران في العمل مع راسل وأعضاء آخرين من عالم الجريمة في جنوب فيلادلفيا، بما في ذلك القيام بأعمال «طلاء المنازل»، كناية عن القتل العمد أو القتل. وسرعان ما يقدم راسل شيران إلى جيمي هوفا النقابي الشهير، رئيس إحدى النقابات المعروفة، التي لديها علاقات مالية مع عائلة بوفالينو الاجرامية، وتكافح للتعامل مع إحدى النقابات المنافسة بزعامة أنتوني «توني برو» بروفينزانو، وكذلك الضغط المتزايد من الحكومة الفيدرالية. أصبح هوفا قريب من شيران وعائلته، وخاصة ابنته بيغي، وأصبحت شيران الحارس الشخصي الرئيسي لهوفا.
بعد انتخاب جون إف كينيدي عام 1960، شعر راسل بسعادة غامرة بينما كان هوفا غاضبًا. شقيق كينيدي، روبرت كينيدي، الذي عين كنائب عام، يشكل فرقة خاصة في محاولة لإسقاط هوفا، الذي تم القبض عليه في نهاية المطاف وإدانته في عام 1964 بتهمة التلاعب بهيئة المحلفين.
أثناء وجود هوفا في السجن، بدأ استبداله بـفرانك «فيتز» فيتزسيمونز ليحل محله، والذي يتجاوز في الإنفاق من صندوق معاشات النقابة وتقديم قروض بدون فائدة إلى المافيا. علاقة هوفا مع توني برو، الذي اعتقل نفسه بتهمة الابتزاز، تتدهور أيضًا بشكل لا يمكن إصلاحه. تم تخفيف حكم هوفا من قبل الرئيس ريتشارد نيكسون في عام 1971، على الرغم من أنه ممنوع من المشاركة في أي أنشطة نقابية حتى عام 1980.
على الرغم من شروط الإفراج المشروط عنه، يتخذ هوفا خطة لاستعادة سلطته على قمة نقابته. بدأ عدم احترام هوفا المتزايد لقادة النقابات الآخرى والمصالح الخاصة بالعوائل الإجرامية يقلق راسل. خلال عشاء على شرف شيران في أكتوبر 1973 ، أخبر راسل شيران بمواجهة هوفا وتحذيره من أن رؤساء عائلات الجريمة مستاءون من سلوكه. ثم أخبر هوفا شيران أنه «يعرف أشياء» لا يعرفها راسل ولا الآخرين، ويدعي كذلك أنه لا يمكن المساس به، لأنه إذا حدث أي شيء له، فسينتهي بهم المطاف في السجن.
في عام 1975 ، بينما كانوا في طريقهم إلى حفل زفاف ابنة المحامي بيل، أخبر راسل شيران أن رؤساء العوائل الأخرى قد سئموا من هوفا وقد أقروا بقتله. على مضض، أبلغ راسل شيران أنه تم اختياره ليكون المنفذ للعملية، لأن راسل يعلم أنه قد يحاول تحذير أو إنقاذ هوفا. يقود الاثنان إلى مطار حيث يركب شيران على متن طائرة متجهة إلى ديترويت. يفاجأ هوفا، الذي كان قد حدد موعد اجتماع في مطعم محلي مع توني برو وأنتوني جياكالون، برؤية شيران يصل في وقت متأخر مع ابنه المتبنى «تشاكي أوبراين» ورجل العصابات سالي باغز. ويخبرون هوفا بأن الاجتماع تم نقله إلى منزل حيث ينتظره هناك توني برو وراسل بوفالينو، وينضم إليهم في السيارة. عند دخول المنزل، وجده هوفا فارغًا وأدرك أنه قد تم نصب فخ له. يستدير مسرعا ليغادر وعند هذه النقطة يطلق عليه شيران مرتين من مسافة قريبة قبل أن يترك السلاح فوق جسده بالقرب من مدخل المنزل. بعد مغادرة شيران، تم التخلص من جثمان اثنين من أفراد العصابات الأصغر سنا للقضاء على جميع آثاره.
بعد خامس تحقيق لهيئة المحلفين الكبرى في قضية اختفاء هوفا، أدين شيران وراسل وتوني برو وآخرون في نهاية المطاف بتهم مختلفة لا صلة لها بقتل هوفا. واحدًا تلو الآخر، يبدأ رجال العصابات المسنون بالموت في السجن. يتم اطلاق سراح شيران في نهاية المطاف لتردي حالته الصحية وضعه في دار رعاية خاصة بالمسنين. يحاول التصالح مع بناته الذين كانوا ينفرون منه سابقا، لكن بيغي، التي تشتبه في تورطه في اختفاء هوفا، تقطع جميع الاتصالات به. بدأ شيران في رؤية كاهن كاثوليكي تم تعيينه في دار الرعاية والذي يعفي شيران من الجرائم التي ارتكبها طوال حياته. عندما يغادر الكاهن، يطلب منه شيران مغادرة الباب قليلاً، مقلدًا إحدى عادات هوفا.

## طاقم التمثيل
| الممثل               | الدور                     | الممثل           | الدور                        |
| -------------------- | ------------------------- | ---------------- | ---------------------------- |
| روبرت دي نيرو        | فرانك شيران               | آل باتشينو       | جيمي هوفا                    |
| جو بيشي              | راسل بوفالينو             | راي رومانو       | بيل بوفالينو                 |
| بوبي كانافالي        | سكيني رازور               | آنا باكوين       | بيجي شيران " وهي كبيرة "     |
| لوسي غالينا          | بيجي شيران " وهي طفلة "   | ستيفن جراهام     | أنتوني "توني برو" بروفينزانو |
| هارفي كيتيل          | أنجيلو برونو              | ستيفاني كورتزوبا | إيرين شيران                  |
| كاثرين ناردوتشي      | كاري بوفالينو             | ويلكر وايت       | جوزفين "جو" هوفا             |
| جيسي بليمونز         | تشاكي أوبراين             | جاك هيوستن       | RFK                          |
| دومينيك لومباردوزي   | "البدين" توني ساليرنو     | بول هيرمان       | ويسبيرز ديتوليو              |
| لويس كانسلمي         | سالي باغز                 | غاري باسارابا    | فرانك "فيتز" فيتزسيمونز      |
| مارين أيرلند         | دولوريس شيران "وهي كبيرة" | آنديا انغا       | دولوريس شيران "وهي شابة"     |
| سيباستيان مانيسكالكو | "المجنون" جو جالو         | ستيفن فان زاندت  | جيري فالى                    |
| جنيفر مدج            | ماريان شيران "وهي كبيرة"  | تيس برايس        | ماريان شيران "وهي طفلة"      |

## الإنتاج
- مارتن سكورسيزي
- روبرت دي نيرو
- جين روزنتال
- إيما تيلينجر كوسكوف
- إروين وينكلر
- جيرالد كاماليس
- غاستون بافلوفيتش
- راندال إيمت
- تروي آلين

## روابط خارجية
- الأيرلندي على موقع IMDb (الإنجليزية)
- الأيرلندي على موقع ميتاكريتيك (الإنجليزية)
- الأيرلندي على موقع روتن توميتوز (الإنجليزية)
- الأيرلندي على موقع نتفليكس (الإنجليزية)
- الأيرلندي على موقع قاعدة بيانات الأفلام العربية
- الأيرلندي على موقع ألو سيني (الفرنسية)
- الأيرلندي على موقع Turner Classic Movies (الإنجليزية)
- الأيرلندي على موقع أول موفي (الإنجليزية)
- الأيرلندي على موقع فيلمافينيتي (الإسبانية)
- الأيرلندي على موقع قاعدة بيانات الأفلام السويدية (السويدية)